# Monel Cârstoiu
Monel Tiberiu Cârstoiu (n. 10 aprilie 1988, Pitești) este un fotbalist român, care evoluează pe postul de mijlocaș defensiv la clubul din Liga a II-a, FC Caransebeș.